# Жибек Жолы (Талгарский район)
Жибек Жолы (каз. Жібек жолы, до 2024 года — Кызылту) — село в Талгарском районе Алматинской области Казахстана. Входит в состав Панфиловского сельского округа. Находится примерно в 17 км к северо-западу от города Талгар. Код КАТО — 196253500.

## Население
В 1999 году население села составляло 3049 человек (1532 мужчины и 1517 женщин). По данным переписи 2009 года в селе проживали 3552 человека (1740 мужчин и 1812 женщин).